# Love Bites (serie televisiva)
Love Bites è una serie televisiva antologica statunitense ideata da Cindy Chupack e trasmessa dalla NBC. Originariamente prevista per l'autunno 2010, subì numerosi rinvii prima a causa di inconvenienti sorti durante la produzione, poi a causa delle scelte del network americano, finendo per essere trasmessa solo a partire dal 2 giugno 2011.
È composta da un'unica stagione di otto episodi, ognuno dei quali narra tre differenti commedie romantiche. Una delle attrici protagoniste, Constance Zimmer, la presentò come la versione televisiva del film Love Actually - L'amore davvero.
In Italia è ancora inedita.

## Trama
Ogni episodio della serie è diviso in tre parti, ognuna delle quali con un rispettivo titolo, che raccontanto storie d'amore, di sesso, di matrimonio e di appuntamenti romantici, vagamente collegate tra loro. Ogni storia ha protagonista Annie, una ragazza single che ha affittato l'utero alla sorella, Judd e Colleen, una coppia felicemente sposata, tutti e tre o nessuno dei tre personaggi insieme a guest star di prestigio differenti da episodio a episodio.

## Personaggi e interpreti
- Annie, interpretata da Becki Newton.
- Judd, interpretato da Greg Grunberg.
- Colleen, interpretata da Pamela Adlon (ep. pilota) e Constance Zimmer (ep. 2-9).

### Guest star
Oltre ai tre personaggi principali che ricorrono nelle varie storie, ogni episodio è caratterizzato dalla presenza di guest star di prestigio. Tra i vari attori celebri che hanno preso parte alla serie vi sono: Jennifer Love Hewitt, Kyle Howard, Lindsay Price, Krysten Ritter, Michelle Trachtenberg, Spencer Locke, Vincent Martella, Moisés Arias, Izabella Miko, Christopher Gorham, Cheryl Hines, Jeffrey Tambor, Bret Harrison, Beau Bridges, Frances Conroy, Kurtwood Smith, Laura Prepon, Jim Beaver, Steve Talley, Donald Faison, Joy Bryant, Ken Jeong e Eddie McClintock.

## Episodi
| Stagione       | Episodi | Prima TV originale | Prima TV Italia |
| -------------- | ------- | ------------------ | --------------- |
| Prima stagione | 8       | 2011               | inedita         |

## Produzione
Il 10 gennaio 2010 la NBC annunciò di aver approvato il progetto ideato da Cindy Chupack ordinando la produzione di un episodio pilota, co-prodotto dalla Universal Media Studios e dalla Working Title Films, stessa casa di produzione del film Love Actually - L'amore davvero, opera al quale la serie venne successivamente accostata. Il successivo 22 febbraio Becki Newton fu la prima attrice ad entrare nel cast. Pochi giorni dopo fu ingaggiata anche Jordana Spiro, mentre il 25 marzo furono annunciate alcune delle guest star che avrebbero preso parte al pilot, tra cui: Greg Grunberg, Lindsay Price, Jason Lewis, Pamela Adlon e Jennifer Love Hewitt, quest'ultima chiamata a sostituire Alyssa Milano, che era stata precedentemente ingaggiata. Il 7 maggio 2010 la NBC approvò la produzione di una prima stagione completa, la cui messa in onda era prevista dall'autunno 2010 e il cui cast principale sarebbe stato formato dalla coppia Jordana Spiro-Becki Newton.
Tuttavia, dopo che nel corso del mese di maggio Greg Grunberg, già guest star nel pilot, si era unito al cast principale, il 24 giugno 2010 Jordana Spiro abbandonò la serie, a causa dei suoi impegni con la serie tv My Boys. Inoltre, nei primi giorni di luglio, mentre Constance Zimmer veniva ingaggiata nel cast principale per interpretare il ruolo della moglie del personaggio di Greg Grunberg, Connie, che nell'episodio pilota era già stato interpretato da Pamela Adlon, Becki Newton annunciò di essere incinta, con conseguente rinvio delle riprese, spostamento del debutto della serie dall'autunno alla primavera 2011 e modifiche apportate al pilot già girato. Nell'episodio pilota infatti, il personaggio di Becki Newton, originariamente una ragazza vergine, venne modificato in una donna incinta, mentre il personaggio di Jordana Spiro venne completamente eliminato. Il 9 dicembre 2010 la NBC annunciò di aver ridotto l'ordine iniziale di 13 episodi a nove. Terminate le riprese dei nove episodi, buona parte del cast tecnico e artistico, tra cui anche Becki Newton e Greg Grunberg, iniziò ad emigrare verso altre serie, prima ancora che la NBC esprimesse il disinteresse nell'ordinare un'eventuale seconda stagione, successivamente confermato nella mancata menzione della serie alla presentazione dei palinsesti per la stagione 2011-2012. Il 29 aprile 2011 la NBC annunciò l'inizio della messa in onda della serie per il 2 giugno 2011.